# Andrew Farriss
Andrew Charles Farriss (Perth, Australia, 27 de marzo de 1959) es compositor, teclista y guitarrista de la banda australiana INXS.
Conoció a Michael Hutchence en la secundaria de Sídney, y ahí dieron a conocer su gusto por la música.
Su hermano Tim tenía una banda con Kirk Pengilly, llamada Giness. Tim Farriss tuvo la idea de juntar el grupo Giness con el grupo de Michael y Andrew, y ya con el otro hermano de Andrew, Jon Farriss, y crearon The Farris Brothers. Después decidieron cambiar el nombre de la banda a INXS.
Fue el compositor principal de la banda, junto con Michael Hutchence, compuso la mayoría de las canciones y algunas joyas como "Never Tear Us Apart", "Need You Tonight", "Suicide Blonde" (donde tocaba la armónica), entre otras.
Después de la muerte de Michael Hutchence en 1997 y años más tarde, en el 2005, INXS realizó un reality show llamado Rock Star: INXS, cuyo propósito era encontrar un nuevo vocalista para la banda. El ganador del reality fue el canadiense J.D. Fortune, y con él lanzaron en el 2005 el álbum Switch.